# Inspektoria warszawska
Inspektoria warszawska, właśc. Inspektoria pw. św. Stanisława Kostki w Warszawie – jedna z czterech polskich inspektorii salezjanów.
Powstała w 1921, po przeniesieniu, z Oświęcimia do Warszawy, siedziby Inspektorii Polsko-Jugosłowiańskiej powstałej w roku 1919.
Obecnym inspektorem jest: ks. dr Tadeusz Jarecki SDB (2019- ).